# Corner of the Eye
„Coada ochiului” (titlu original: „Corner of the Eye”) este al zecelea episod al serialului științifico-fantastic La Limita Imposibilului din 1995. A avut premiera la 19 mai 1995 în rețeaua Showtime. Este regizat de Stuart Gillard după un scenariu de David Schow. Un preot (interpretat de Justin Louis) începe să vadă creaturi demonice oribile în rândul populației obișnuite. Aceștia se dovedesc a fi extratereștri de pe o planetă îndepărtată care au ca obiectiv distrugerea atmosferei terestre. Justin Louis a mai apărut într-un episod La Limita Imposibilului, în „Seeds of Destruction” din 2000.

## Introducere
„Într-o lume întunecată credința Părintelui Anton Ionașcu a fost ca un far luminos pentru cei nevoiași. Dar acum, bunul Părinte se află la o răscruce și e pe cale să se rătăcească...”

## Prezentare
Părintele Anton Ionașcu (Len Cariou) împarte pături nevoiașilor. Poliția apare brusc și începe să lovească și să strângă mulțimea. Ionașcu este doborât la pământ în acest haos. Un polițist îl întreabă dacă este bine, dar când se întoarce către polițist, vede un demon în uniformă. Privind o secundă mai târziu, vede un polițist uman.

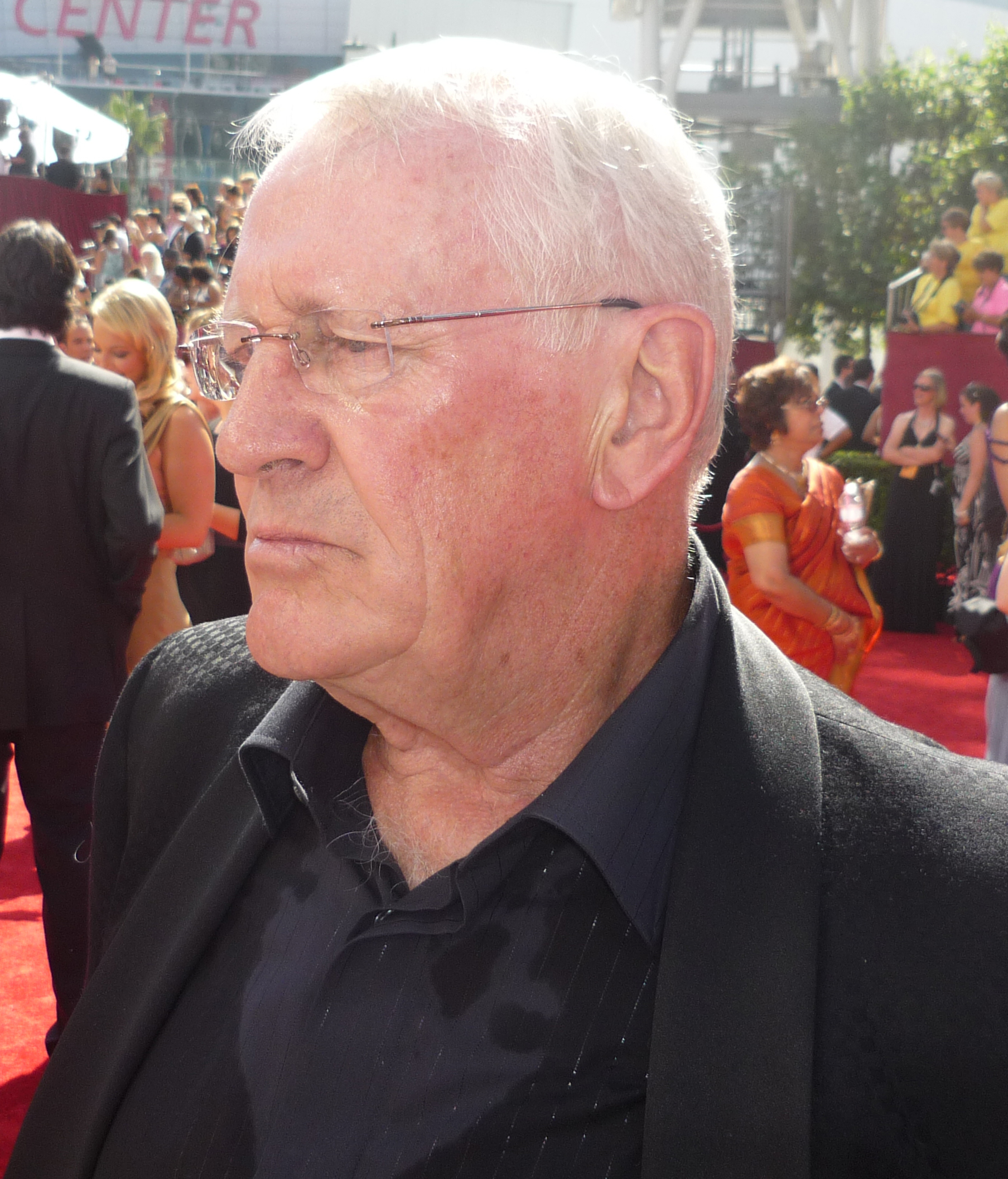
Len Cariou în 2009

Îi spune asistentului său că probabil își pierde mințile după ce și-a pierdut și credința. Unul dintre vagabonzi știe că Ionașcu l-a văzut pe demon și îl roagă să spună și altora. 
Părintele Anton Ionașcu începe să aibă halucinații ciudate - într-o clipă vede oameni cu aspect perfect obișnuit, apoi transformați în creaturi terifiante, demonice. El îl vizitează pe Dr. Pallas (Chris Sarandon) și o scanare medicală dezvăluie o tumoare cerebrală inoperabilă care pare să fie cauza halucinațiilor sale.
Ionașcu continuă să vadă creaturile și, în cele din urmă, se prăbușește în timpul unei predici. Se întoarce la medic și îi explică în continuare situația. Dr. Pallas îi injectează un medicament care provoacă paralizie temporară și îi spune că vrea să-l prezinte pe Ionașcu unor prieteni. Pallas deschide o ușă și două dintre creaturile demonice apar... și Pallas se dezvăluie a fi unul dintre ei.
După ce Ionașcu s-a calmat, Pallas și asociații săi explică că nu sunt demoni, ci creaturi extraterestre și că toate religiile Pământului se bazează de fapt pe învățături din lumea lor. Ei sunt aici pentru a oferi omenirii puterea de vindecare, dar nu se pot dezvălui, deoarece aspectul lor i-ar îngrozi pe oameni. Unul dintre extratereștri își dă viața pentru a-i transmite lui Ionașcu darul vindecării. Totuși, lui Ionașcu i se cere să nu dezvăluie momentan prezența extratereștrilor sau originea darului său.
Ionașcu vindecă o fată care a fost grav rănită într-un accident, iar presa află și îl face o celebritate instantanee. El încearcă să explice totul colegului său sceptic părintele Royce (Justin Louis). După câteva zile, extratereștrii îi cer lui Jonascu să țină o conferință de presă la nivel mondial pentru a dezvălui totul și îi mai spun că are lângă el un trădător, părintele Royce. Părintele Royce îi aude pe extratereștri complotând să distrugă atmosfera și discutând cum să-l folosească pe Ionașcu, dar ei îl prind și îl ucid.
Ionașcu găsește cadavrul lui Royce, dar Pallas îl împiedică să cheme poliția. Pallas îi explică că nu era acolo când a murit Royce și nu l-a putut ajuta... și că a murit din cauza unei embolism, aceeași cauză a morții a unei alte persoane care a avut de-a face cu extratereștrii. Ionașcu merge la morgă unde este cadavrul lui Royce și își folosește capacitatea de vindecare pentru a-l reînvia pe Royce. Apoi merge la conferința de presă cu Royce pentru a-i opri pe extratereștri. Părintele Ionașcu moare după o luptă între el și Pallas, lăsându-l pe Royce singurul supraviețuitor având puterile extratereștrilor.

## Concluzie
„Încă de la începuturi, oamenii au crezut că îngerii trăiesc printre noi. Unii cred că și demonii de asemenea. Dar cine poate să spună sub ce formă trăiesc ei? Pot să fie perechea ta, șeful tău sau chiar persoana lângă care te afli chiar acum.”

## Distribuție
- Len Cariou – Părintele Anton Ionașcu
- Vanessa Morley – Miranda
- Chris Sarandon – Dr. Pallas
- Justin Louis – Părintele John Royce
- Kymberly Sheppard – Victorine (Demon)
- Bill Croft – ofițer Fletcher
- Callum Keith Rennie – Carlito
- Tamsin Kelsey – Victorine